# Triolo (Villeneuve d'Ascq)
Triolo è un quartiere della città Villeneuve-d'Ascq situato nel dipartimento del Nord della Francia.
Il quartiere di Triolo è situato a sud della città, nei pressi dei quartieri di Ascq, Résidence e Cité Scientifique. Triolo è stato realizzato negli anni '70. Il quartiere è attraversato dalla metropolitana di Lille che ferma nell'omonima stazione. Triolo, primo quartiere costruito dopo la nascita di Villeneuve-d'Ascq, ha subito una forte immigrazione magrebina. A Triolo è presente un cinema molto rinomato (le Méliès) poiché spesso vengono proiettati film d'autore, d'essai o film in lingua originale sottotitolati in francese.